# Marchantia
Marchantia is een geslacht uit de parapluutjesmosfamilie (Marchantiaceae).

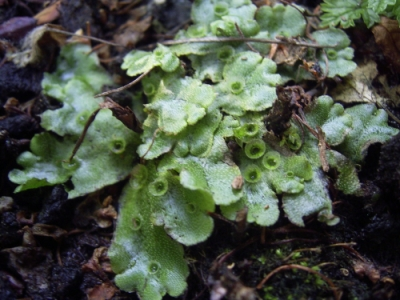
Parapluutjesmos

## Kenmerken
Marchantia vertoont differentiatie in twee lagen: een bovenste fotosynthetische laag met een goed gedefinieerde bovenste epidermis met poriën en een onderste opslaglaag. Het thallus heeft kleine komachtige structuren die gemma-cups worden genoemd en die gemmae bevatten, kleine pakjes weefsel die worden gebruikt voor ongeslachtelijke voortplanting. De combinatie van tonvormige poriën en de ronde vorm van de gemma-cups zijn kenmerkend voor het geslacht. Meercellige paars gekleurde schubben met eencellige dikte en eencellige rizoïden zijn aanwezig op het ventrale oppervlak van het thallus.

## Voortplanting
Marchantia-soorten kunnen zich zowel geslachtelijk als ongeslachtelijk voortplanten. Geslachtelijke voortplanting houdt in dat spermatozoïden van antheridia op de mannelijke plant een eicel in het archegonium van een vrouwelijke plant bevrucht. De antheridia en archegonia worden gedragen bovenop speciale stengelachtige gametoforen, respectievelijk antheridioforen en archegonioforen. Deze worden gedragen op afzonderlijke thalli; daarom zijn de planten tweehuizig. Eenmaal bevrucht, wordt de eicel een zygote genoemd en ontwikkelt hij zich tot een kleine sporofytplant, die gehecht blijft aan de grotere gametofytplant. De sporofyt produceert sporen die zich ontwikkelen tot vrijlevende mannelijke en vrouwelijke gametofytplanten. Ongeslachtelijke voortplanting vindt plaats door middel van gemmae, schijfvormige klompjes cellen die genetisch identiek zijn aan de ouder en zich bevinden in komachtige structuren op het bovenoppervlak van de plant. Deze worden verspreid als de regen in de cups spat en ontwikkelen zich tot nieuwe planten. Ongeslachtelijke voortplanting kan ook optreden wanneer oudere delen van de plant afsterven en de overgebleven nieuwere takken zich ontwikkelen tot afzonderlijke planten.

## Soorten
- Marchantia alpestris
- Marchantia aquatica
- Marchantia berteroana
- Marchantia carrii
- Marchantia chenopoda
- Marchantia debilis
- Marchantia domingenis
- Marchantia emarginata
- Marchantia foliacia
- Marchantia grossibarba
- Marchantia inflexa
- Marchantia linearis
- Marchantia macropora
- Marchantia novoguineensis
- Marchantia paleacea
- Marchantia palmata
- Marchantia papillata
- Marchantia pappeana
- Marchantia polymorpha (parapluutjesmos)
- Marchantia rubribarba
- Marchantia solomonensis
- Marchantia streimannii
- Marchantia subgeminata
- Marchantia vitiensis
- Marchantia wallisii
- Marchantia nepalensis